# テーオーシー
株式会社テーオーシー（英: TOC Co., Ltd.）は、東京都品川区西五反田に本社を置く企業である。主にオフィスビルや商業ビル、展示場などの保有・賃貸、製薬事業などを行っている。

## 概要
東京･五反田のTOCビルのほか、浅草ROX、大崎ニューシティなどを保有して、不動産賃貸業等を行っている。
本社は、旗艦ビルであるTOCビルに入居している。TOCビルは東京卸売りセンターとも呼ばれ、展示場・フロントビル・地下街も有する13階建ての建物である。さまざまなレストラン・購買施設・事業所が置かれ、五反田でも大きな施設である。最近では、私立大学の入試や新司法試験の受験会場としても利用されている。
1926年（大正15年）4月に、SF作家として有名な星新一の父・星一が、星製薬株式会社として創業。星新一も社長を務めたことがある。現在は、ニューオータニと同じ大谷家が経営を行っている。

## 沿革
- 1926年4月 - 星製薬株式会社を設立。
- 1967年7月 - 子会社として、株式会社東京卸売センター (TOC) を設立。
- 1970年2月 - 東京・五反田にTOCビルを竣工し、不動産賃貸業を開始。
- 1982年
  - 3月 - 販売代理業を行う子会社として、大谷製薬株式会社を設立。
  - 4月 - 子会社の株式会社東京卸売センターを吸収合併し、不動産事業を承継して、現在の株式会社テーオーシーに商号変更。子会社・大谷製薬株式会社を（新）星製薬株式会社に商号変更して、医薬品販売部門を移管。
  - 7月 - 販売・飲食事業の子会社として、株式会社東京卸売センター流通グループを設立。
- 1983年12月 - 東京証券取引所2部上場。
- 1986年9月 - 東京証券取引所1部指定替え。
- 2003年10月 - 株式会社テーオーシーから医薬品製造部門を分割し、販売部門子会社の星製薬株式会社に承継。
- 2007年
  - 4月 - 子会社の株式会社東京卸売センター流通グループを吸収合併。
  - 5月 - 経営陣がマネジメント・バイ・アウト (MBO) を目的として、有限会社オオタニファンドTO（有限会社オオタニファンドの完全子会社）によるTOBを実施するも、株主の賛同が得られず、予定株式数の応募がなく不成立に終わる。
  - 5月 - 株式会社ダヴィンチ・アドバイザーズの子会社・有限会社アルガーブが株式約10%を取得。
  - 7月 - 株式会社ダヴィンチ・アドバイザーズが、敵対的TOBを実施するも、株主の賛同が得られず、予定株式数の応募がなく不成立に終わる。

## 主な保有ビル
- TOCビル - 東京・五反田の多機能業務施設（卸売業が中心テナント）。
  - TOCビル、第2TOCビル、第3TOCビル、TOCフロントビル、第5TOCビル
- TOC有明 - 東京・有明（臨海副都心）の多機能業務施設。
- 大崎ニューシティ - 東京のJR大崎駅直結の再開発街区（ホテル・オフィス等）。持分法適用会社の大崎再開発ビル株式会社が運営。
- 浅草ROX - 東京・浅草の商業施設。
  - ROX、ROX-2、ROX-3、ROXドーム
- 御殿山キングダム
- TOC両国ビル

かつて保有していたビル
- ヒューリックみなとみらい（旧TOCみなとみらい） - 横浜・桜木町駅前（みなとみらい地区28街区）の商業・オフィス・ホテル・シネマコンプレックスが入居する複合施設。開業当初より当社所有であったが、2017年に土地および建物が譲渡された。

## 関連会社

### 連結子会社
- 株式会社テーオーリネンサプライ - リネンサプライとランドリー事業
- 株式会社テーオーシーサプライ - ビル管理業務
- 星製薬株式会社 - 製薬事業
- 株式会社TOLCD - フィットネスクラブ、温浴施設の運営
- 株式会社I-TINK - 情報処理事業
- 株式会社TORアセットインベストメント - 商業施設保有事業
- 株式会社TOCディレクション - 商業施設運営事業

### 持分法適用会社
- 大崎再開発ビル株式会社 - 大崎ニューシティの建物賃貸、ビル管理業務。
  - 他に、日本土地建物株式会社、日本精工株式会社、NSK土地建物株式会社（日本精工子会社）、東建ビルディング株式会社（東京建物子会社）が出資。

### フレンドリーシップ会社
- 株式会社ニュー・オータニ - 「ホテルニューオータニ」等のホテル運営
- 株式会社大谷工業
- 株式会社レインボウ - 花卉販売